# Grupp 1 i kvalspelet till världsmästerskapet i fotboll 2006 (Uefa)
Grupp 1 i kvalspelet till världsmästerskapet i fotboll 2006 (Uefa) var en Uefakvalgrupp till världsmästerskapet i fotboll 2006. I gruppen spelade Andorra, Armenien, Tjeckien, Finland, Makedonien, Nederländerna och Rumänien.
Gruppen vanns av Nederländerna, som kvalificerade sig för världsmästerskapet i fotboll 2006. Tvåan Tjeckien gick vidare till playoff där de slog Norge med sammanlagt 2–0, vilket betydde att även de kvalificerade sig för världsmästerskapet i fotboll 2006.

## Tabell
| Nr | Lag           | S  | V  | O | F | GM | IM | MS  | P  |
| -- | ------------- | -- | -- | - | - | -- | -- | --- | -- |
| 1  | Nederländerna | 12 | 10 | 2 | 0 | 27 | 3  | +24 | 32 |
| 2  | Tjeckien      | 12 | 9  | 0 | 3 | 35 | 12 | +23 | 27 |
| 3  | Rumänien      | 12 | 8  | 1 | 3 | 20 | 10 | +10 | 25 |
| 4  | Finland       | 12 | 5  | 1 | 6 | 21 | 19 | +2  | 16 |
| 5  | Makedonien    | 12 | 2  | 3 | 7 | 11 | 24 | −13 | 9  |
| 6  | Armenien      | 12 | 2  | 1 | 9 | 9  | 25 | −16 | 7  |
| 7  | Andorra       | 12 | 1  | 2 | 9 | 4  | 34 | −30 | 5  |

| Hemma \ Borta | Andorra | Armenien | Tjeckien | Finland | Nordmakedonien | Nederländerna | Rumänien |
| Andorra       | —       | 0–3      | 0–4      | 0–0     | 1–0            | 0–3           | 1–5      |
| Armenien      | 2–1     | —        | 0–3      | 0–2     | 1–2            | 0–1           | 1–1      |
| Tjeckien      | 8–1     | 4–1      | —        | 4–3     | 6–1            | 0–2           | 1–0      |
| Finland       | 3–0     | 3–1      | 0–3      | —       | 5–1            | 0–4           | 0–1      |
| Makedonien    | 0–0     | 3–0      | 0–2      | 0–3     | —              | 2–2           | 1–2      |
| Nederländerna | 4–0     | 2–0      | 2–0      | 3–1     | 0–0            | —             | 2–0      |
| Rumänien      | 2–0     | 3–0      | 2–0      | 2–1     | 2–1            | 0–2           | —        |

## Resultat
|       | 2004-08-18 | Makedonien                           | 3 – 0   | Armenien | Skopje City Stadium, Skopje                    |                                                |
| 20:00 | 20:00      | Pandev 5′ Šakiri 37′ Šumulikoski 90′ | Rapport |          | Publik: 4 375 Domare: Anton Guenov (Bulgarien) | Publik: 4 375 Domare: Anton Guenov (Bulgarien) |
| 20:00 | 20:00      |                                      |         |          | Publik: 4 375 Domare: Anton Guenov (Bulgarien) | Publik: 4 375 Domare: Anton Guenov (Bulgarien) |
| 20:00 | 20:00      |                                      |         |          | Publik: 4 375 Domare: Anton Guenov (Bulgarien) | Publik: 4 375 Domare: Anton Guenov (Bulgarien) |

|       | 2004-08-18 | Rumänien           | 2 – 1   | Finland         | Stadionul Giuleşti, Bukarest                     |                                                  |
| 20:30 | 20:30      | Mutu 50′ Petre 90′ | Rapport | Jeremenko 90+3′ | Publik: 17 500 Domare: Grzegorz Gilewski (Polen) | Publik: 17 500 Domare: Grzegorz Gilewski (Polen) |
| 20:30 | 20:30      |                    |         |                 | Publik: 17 500 Domare: Grzegorz Gilewski (Polen) | Publik: 17 500 Domare: Grzegorz Gilewski (Polen) |
| 20:30 | 20:30      |                    |         |                 | Publik: 17 500 Domare: Grzegorz Gilewski (Polen) | Publik: 17 500 Domare: Grzegorz Gilewski (Polen) |

|       | 2004-09-04 | Finland                           | 3 – 0   | Andorra | Tammerfors stadion, Tammerfors                |                                               |
| 17:00 | 17:00      | Jeremenko 42′, 64′ Riihilahti 58′ | Rapport |         | Publik: 7 437 Domare: Zeljko Siric (Kroatien) | Publik: 7 437 Domare: Zeljko Siric (Kroatien) |
| 17:00 | 17:00      |                                   |         |         | Publik: 7 437 Domare: Zeljko Siric (Kroatien) | Publik: 7 437 Domare: Zeljko Siric (Kroatien) |
| 17:00 | 17:00      |                                   |         |         | Publik: 7 437 Domare: Zeljko Siric (Kroatien) | Publik: 7 437 Domare: Zeljko Siric (Kroatien) |

|       | 2004-09-04 | Rumänien           | 2 – 1   | Makedonien  | Stadionul Ion Oblemenco, Craiova                 |                                                  |
| 20:30 | 20:30      | Pancu 15′ Mutu 88′ | Rapport | Vasoski 70′ | Publik: 14 500 Domare: Konrad Plautz (Österrike) | Publik: 14 500 Domare: Konrad Plautz (Österrike) |
| 20:30 | 20:30      |                    |         |             | Publik: 14 500 Domare: Konrad Plautz (Österrike) | Publik: 14 500 Domare: Konrad Plautz (Österrike) |
| 20:30 | 20:30      |                    |         |             | Publik: 14 500 Domare: Konrad Plautz (Österrike) | Publik: 14 500 Domare: Konrad Plautz (Österrike) |

|       | 2004-09-08 | Andorra          | 1 – 5   | Rumänien                                 | Estadi Comunal d'Aixovall, Andorra la Vella   |                                               |
| 16:00 | 16:00      | Pujol 28′ (str.) | Rapport | Cernat 1′, 17′ Pancu 5′, 83′ Niculae 70′ | Publik: 1 100 Domare: Knut Kircher (Tyskland) | Publik: 1 100 Domare: Knut Kircher (Tyskland) |
| 16:00 | 16:00      |                  |         |                                          | Publik: 1 100 Domare: Knut Kircher (Tyskland) | Publik: 1 100 Domare: Knut Kircher (Tyskland) |
| 16:00 | 16:00      |                  |         |                                          | Publik: 1 100 Domare: Knut Kircher (Tyskland) | Publik: 1 100 Domare: Knut Kircher (Tyskland) |

|       | 2004-09-08 | Nederländerna          | 2 – 0   | Tjeckien | Amsterdam ArenA, Amsterdam                    |                                               |
| 20:30 | 20:30      | van Hooijdonk 34′, 84′ | Rapport |          | Publik: 48 488 Domare: Markus Merk (Tyskland) | Publik: 48 488 Domare: Markus Merk (Tyskland) |
| 20:30 | 20:30      |                        |         |          | Publik: 48 488 Domare: Markus Merk (Tyskland) | Publik: 48 488 Domare: Markus Merk (Tyskland) |
| 20:30 | 20:30      |                        |         |          | Publik: 48 488 Domare: Markus Merk (Tyskland) | Publik: 48 488 Domare: Markus Merk (Tyskland) |

|       | 2004-09-08 | Armenien | 0 – 2   | Finland                    | Vazgen Sargsian Republikanstadion, Jerevan         |                                                    |
| 21:00 | 21:00      |          | Rapport | Forssell 24′ Jeremenko 67′ | Publik: 2 864 Domare: Paulius Malzinskas (Litauen) | Publik: 2 864 Domare: Paulius Malzinskas (Litauen) |
| 21:00 | 21:00      |          |         |                            | Publik: 2 864 Domare: Paulius Malzinskas (Litauen) | Publik: 2 864 Domare: Paulius Malzinskas (Litauen) |
| 21:00 | 21:00      |          |         |                            | Publik: 2 864 Domare: Paulius Malzinskas (Litauen) | Publik: 2 864 Domare: Paulius Malzinskas (Litauen) |

|       | 2004-10-09 | Tjeckien   | 1 – 0   | Rumänien | Toyota Arena, Prag                               |                                                  |
| 17:00 | 17:00      | Koller 36′ | Rapport |          | Publik: 16 028 Domare: Roberto Rosetti (Italien) | Publik: 16 028 Domare: Roberto Rosetti (Italien) |
| 17:00 | 17:00      |            |         |          | Publik: 16 028 Domare: Roberto Rosetti (Italien) | Publik: 16 028 Domare: Roberto Rosetti (Italien) |
| 17:00 | 17:00      |            |         |          | Publik: 16 028 Domare: Roberto Rosetti (Italien) | Publik: 16 028 Domare: Roberto Rosetti (Italien) |

|       | 2004-10-09 | Finland                    | 3 – 1   | Armenien        | Tammerfors stadion, Tammerfors                  |                                                 |
| 17:00 | 17:00      | Kuqi 9′, 87′ Jeremenko 28′ | Rapport | Shahgeldyan 32′ | Publik: 7 894 Domare: Herbert Fandel (Tyskland) | Publik: 7 894 Domare: Herbert Fandel (Tyskland) |
| 17:00 | 17:00      |                            |         |                 | Publik: 7 894 Domare: Herbert Fandel (Tyskland) | Publik: 7 894 Domare: Herbert Fandel (Tyskland) |
| 17:00 | 17:00      |                            |         |                 | Publik: 7 894 Domare: Herbert Fandel (Tyskland) | Publik: 7 894 Domare: Herbert Fandel (Tyskland) |

|       | 2004-10-09 | Makedonien             | 2 – 2   | Nederländerna      | Skopje City Stadium, Skopje                       |                                                   |
| 20:30 | 20:30      | Pandev 45′ Stojkov 71′ | Rapport | Bouma 42′ Kuyt 65′ | Publik: 15 000 Domare: Peter Frojdfeldt (Sverige) | Publik: 15 000 Domare: Peter Frojdfeldt (Sverige) |
| 20:30 | 20:30      |                        |         |                    | Publik: 15 000 Domare: Peter Frojdfeldt (Sverige) | Publik: 15 000 Domare: Peter Frojdfeldt (Sverige) |
| 20:30 | 20:30      |                        |         |                    | Publik: 15 000 Domare: Peter Frojdfeldt (Sverige) | Publik: 15 000 Domare: Peter Frojdfeldt (Sverige) |

|       | 2004-10-13 | Andorra     | 1 – 0   | Makedonien | Estadi Comunal d'Aixovall, Andorra la Vella      |                                                  |
| 15:00 | 15:00      | Bernaus 60′ | Rapport |            | Publik: 350 Domare: Stefano Podesci (San Marino) | Publik: 350 Domare: Stefano Podesci (San Marino) |
| 15:00 | 15:00      |             |         |            | Publik: 350 Domare: Stefano Podesci (San Marino) | Publik: 350 Domare: Stefano Podesci (San Marino) |
| 15:00 | 15:00      |             |         |            | Publik: 350 Domare: Stefano Podesci (San Marino) | Publik: 350 Domare: Stefano Podesci (San Marino) |

|       | 2004-10-13 | Armenien | 0 – 3   | Tjeckien                   | Vazgen Sargsian Republikanstadion, Jerevan |                                            |
| 20:20 | 20:20      |          | Rapport | Koller 3′, 75′ Rosický 30′ | Publik: 3 205 Domare: Jacek Granat (Polen) | Publik: 3 205 Domare: Jacek Granat (Polen) |
| 20:20 | 20:20      |          |         |                            | Publik: 3 205 Domare: Jacek Granat (Polen) | Publik: 3 205 Domare: Jacek Granat (Polen) |
| 20:20 | 20:20      |          |         |                            | Publik: 3 205 Domare: Jacek Granat (Polen) | Publik: 3 205 Domare: Jacek Granat (Polen) |

|       | 2004-10-13 | Nederländerna                        | 3 – 1   | Finland    | Amsterdam ArenA, Amsterdam                       |                                                  |
| 20:30 | 20:30      | Sneijder 39′ van Nistelrooy 41′, 63′ | Rapport | Tainio 13′ | Publik: 50 000 Domare: Stephen Bennett (England) | Publik: 50 000 Domare: Stephen Bennett (England) |
| 20:30 | 20:30      |                                      |         |            | Publik: 50 000 Domare: Stephen Bennett (England) | Publik: 50 000 Domare: Stephen Bennett (England) |
| 20:30 | 20:30      |                                      |         |            | Publik: 50 000 Domare: Stephen Bennett (England) | Publik: 50 000 Domare: Stephen Bennett (England) |

|       | 2004-11-17 | Makedonien | 0 – 2   | Tjeckien               | Skopje City Stadium, Skopje               |                                           |
| 17:30 | 17:30      |            | Rapport | Lokvenc 88′ Koller 90′ | Publik: 7 000 Domare: Urs Meier (Schweiz) | Publik: 7 000 Domare: Urs Meier (Schweiz) |
| 17:30 | 17:30      |            |         |                        | Publik: 7 000 Domare: Urs Meier (Schweiz) | Publik: 7 000 Domare: Urs Meier (Schweiz) |
| 17:30 | 17:30      |            |         |                        | Publik: 7 000 Domare: Urs Meier (Schweiz) | Publik: 7 000 Domare: Urs Meier (Schweiz) |

|       | 2004-11-17 | Armenien     | 1 – 1   | Rumänien   | Vazgen Sargsian Republikanstadion, Jerevan         |                                                    |
| 19:00 | 19:00      | Dokhoyan 60′ | Rapport | Marica 29′ | Publik: 1 403 Domare: Frank De Bleeckere (Belgien) | Publik: 1 403 Domare: Frank De Bleeckere (Belgien) |
| 19:00 | 19:00      |              |         |            | Publik: 1 403 Domare: Frank De Bleeckere (Belgien) | Publik: 1 403 Domare: Frank De Bleeckere (Belgien) |
| 19:00 | 19:00      |              |         |            | Publik: 1 403 Domare: Frank De Bleeckere (Belgien) | Publik: 1 403 Domare: Frank De Bleeckere (Belgien) |

|       | 2004-11-17 | Andorra | 0 – 3   | Nederländerna                    | Mini Estadi, Barcelona                    |                                           |
| 20:30 | 20:30      |         | Rapport | Cocu 21′ Robben 31′ Sneijder 78′ | Publik: 2 000 Domare: Alon Yefet (Israel) | Publik: 2 000 Domare: Alon Yefet (Israel) |
| 20:30 | 20:30      |         |         |                                  | Publik: 2 000 Domare: Alon Yefet (Israel) | Publik: 2 000 Domare: Alon Yefet (Israel) |
| 20:30 | 20:30      |         |         |                                  | Publik: 2 000 Domare: Alon Yefet (Israel) | Publik: 2 000 Domare: Alon Yefet (Israel) |

|       | 2005-02-09 | Makedonien | 0 – 0   | Andorra | Skopje City Stadium, Skopje                   |                                               |
| 16:00 | 16:00      |            | Rapport |         | Publik: 5 000 Domare: Johan Verbist (Belgien) | Publik: 5 000 Domare: Johan Verbist (Belgien) |
| 16:00 | 16:00      |            |         |         | Publik: 5 000 Domare: Johan Verbist (Belgien) | Publik: 5 000 Domare: Johan Verbist (Belgien) |
| 16:00 | 16:00      |            |         |         | Publik: 5 000 Domare: Johan Verbist (Belgien) | Publik: 5 000 Domare: Johan Verbist (Belgien) |

|       | 2005-03-26 | Tjeckien                                   | 4 – 3   | Finland                                   | Na Stinadlech, Teplice                           |                                                  |
| 17:00 | 17:00      | Baroš 7′ Rosický 34′ Polák 58′ Lokvenc 87′ | Rapport | Litmanen 46′ Riihilahti 73′ Johansson 79′ | Publik: 16 200 Domare: Claus Bo Larsen (Danmark) | Publik: 16 200 Domare: Claus Bo Larsen (Danmark) |
| 17:00 | 17:00      |                                            |         |                                           | Publik: 16 200 Domare: Claus Bo Larsen (Danmark) | Publik: 16 200 Domare: Claus Bo Larsen (Danmark) |
| 17:00 | 17:00      |                                            |         |                                           | Publik: 16 200 Domare: Claus Bo Larsen (Danmark) | Publik: 16 200 Domare: Claus Bo Larsen (Danmark) |

|       | 2005-03-26 | Armenien                     | 2 – 1   | Andorra   | Vazgen Sargsian Republikanstadion, Jerevan  |                                             |
| 18:00 | 18:00      | Hakobyan 30′ Khachatryan 73′ | Rapport | Silva 56′ | Publik: 2 100 Domare: Joseph Attard (Malta) | Publik: 2 100 Domare: Joseph Attard (Malta) |
| 18:00 | 18:00      |                              |         |           | Publik: 2 100 Domare: Joseph Attard (Malta) | Publik: 2 100 Domare: Joseph Attard (Malta) |
| 18:00 | 18:00      |                              |         |           | Publik: 2 100 Domare: Joseph Attard (Malta) | Publik: 2 100 Domare: Joseph Attard (Malta) |

|       | 2005-03-26 | Rumänien | 0 – 2   | Nederländerna     | Stadionul Giuleşti, Bukarest                           |                                                        |
| 20:00 | 20:00      |          | Rapport | Cocu 1′ Babel 84′ | Publik: 16 100 Domare: Luis Medina Cantalejo (Spanien) | Publik: 16 100 Domare: Luis Medina Cantalejo (Spanien) |
| 20:00 | 20:00      |          |         |                   | Publik: 16 100 Domare: Luis Medina Cantalejo (Spanien) | Publik: 16 100 Domare: Luis Medina Cantalejo (Spanien) |
| 20:00 | 20:00      |          |         |                   | Publik: 16 100 Domare: Luis Medina Cantalejo (Spanien) | Publik: 16 100 Domare: Luis Medina Cantalejo (Spanien) |

|       | 2005-03-30 | Andorra | 0 – 4   | Tjeckien                                                          | Estadi Comunal d'Aixovall, Andorra la Vella    |                                                |
| 16:50 | 16:50      |         | Rapport | Jankulovski 31′ (str.) Baroš 40′ Lokvenc 53′ Rosický 90+2′ (str.) | Publik: 900 Domare: Stefan Messner (Österrike) | Publik: 900 Domare: Stefan Messner (Österrike) |
| 16:50 | 16:50      |         |         |                                                                   | Publik: 900 Domare: Stefan Messner (Österrike) | Publik: 900 Domare: Stefan Messner (Österrike) |
| 16:50 | 16:50      |         |         |                                                                   | Publik: 900 Domare: Stefan Messner (Österrike) | Publik: 900 Domare: Stefan Messner (Österrike) |

|       | 2005-03-30 | Makedonien | 1 – 2   | Rumänien       | Skopje City Stadium, Skopje               |                                           |
| 20:00 | 20:00      | Maznov 31′ | Rapport | Mitea 18′, 58′ | Publik: 15 000 Domare: Tom Ovrebo (Norge) | Publik: 15 000 Domare: Tom Ovrebo (Norge) |
| 20:00 | 20:00      |            |         |                | Publik: 15 000 Domare: Tom Ovrebo (Norge) | Publik: 15 000 Domare: Tom Ovrebo (Norge) |
| 20:00 | 20:00      |            |         |                | Publik: 15 000 Domare: Tom Ovrebo (Norge) | Publik: 15 000 Domare: Tom Ovrebo (Norge) |

|       | 2005-03-30 | Nederländerna                  | 2 – 0   | Armenien | Philips Stadion, Eindhoven                        |                                                   |
| 20:30 | 20:30      | Castelen 3′ van Nistelrooy 33′ | Rapport |          | Publik: 35 000 Domare: Mattea Trefoloni (Italien) | Publik: 35 000 Domare: Mattea Trefoloni (Italien) |
| 20:30 | 20:30      |                                |         |          | Publik: 35 000 Domare: Mattea Trefoloni (Italien) | Publik: 35 000 Domare: Mattea Trefoloni (Italien) |
| 20:30 | 20:30      |                                |         |          | Publik: 35 000 Domare: Mattea Trefoloni (Italien) | Publik: 35 000 Domare: Mattea Trefoloni (Italien) |

|       | 2005-06-04 | Tjeckien                                                                           | 8 – 1   | Andorra   | U Nisy Stadium, Liberec                       |                                               |
| 17:00 | 17:00      | Lokvenc 12′, 92′ Koller 30′ Šmicer 37′ Galásek 52′ Baroš 79′ Rosický 84′ Polák 86′ | Rapport | Riera 36′ | Publik: 9 520 Domare: Selcuk Dereli (Turkiet) | Publik: 9 520 Domare: Selcuk Dereli (Turkiet) |
| 17:00 | 17:00      |                                                                                    |         |           | Publik: 9 520 Domare: Selcuk Dereli (Turkiet) | Publik: 9 520 Domare: Selcuk Dereli (Turkiet) |
| 17:00 | 17:00      |                                                                                    |         |           | Publik: 9 520 Domare: Selcuk Dereli (Turkiet) | Publik: 9 520 Domare: Selcuk Dereli (Turkiet) |

|       | 2005-06-04 | Armenien        | 1 – 2   | Makedonien             | Vazgen Sargsian Republikanstadion, Jerevan    |                                               |
| 20:00 | 20:00      | Manucharyan 55′ | Rapport | Pandev 29′ (str.), 47′ | Publik: 2 870 Domare: Selcuk Dereli (Turkiet) | Publik: 2 870 Domare: Selcuk Dereli (Turkiet) |
| 20:00 | 20:00      |                 |         |                        | Publik: 2 870 Domare: Selcuk Dereli (Turkiet) | Publik: 2 870 Domare: Selcuk Dereli (Turkiet) |
| 20:00 | 20:00      |                 |         |                        | Publik: 2 870 Domare: Selcuk Dereli (Turkiet) | Publik: 2 870 Domare: Selcuk Dereli (Turkiet) |

|       | 2005-06-04 | Nederländerna       | 2 – 0   | Rumänien | Feijenoordstadion, Rotterdam                       |                                                    |
| 20:30 | 20:30      | Robben 26′ Kuyt 47′ | Rapport |          | Publik: 47 000 Domare: Messimo De Santis (Italien) | Publik: 47 000 Domare: Messimo De Santis (Italien) |
| 20:30 | 20:30      |                     |         |          | Publik: 47 000 Domare: Messimo De Santis (Italien) | Publik: 47 000 Domare: Messimo De Santis (Italien) |
| 20:30 | 20:30      |                     |         |          | Publik: 47 000 Domare: Messimo De Santis (Italien) | Publik: 47 000 Domare: Messimo De Santis (Italien) |

|       | 2005-06-08 | Tjeckien                                        | 6 – 1   | Makedonien | Na Stinadlech, Teplice                                |                                                       |
| 17:00 | 17:00      | Koller 41′, 45′, 48′, 52′ Rosický 73′ Baroš 87′ | Rapport | Pandev 13′ | Publik: 14 150 Domare: Arturo Dauden Ibanez (Spanien) | Publik: 14 150 Domare: Arturo Dauden Ibanez (Spanien) |
| 17:00 | 17:00      |                                                 |         |            | Publik: 14 150 Domare: Arturo Dauden Ibanez (Spanien) | Publik: 14 150 Domare: Arturo Dauden Ibanez (Spanien) |
| 17:00 | 17:00      |                                                 |         |            | Publik: 14 150 Domare: Arturo Dauden Ibanez (Spanien) | Publik: 14 150 Domare: Arturo Dauden Ibanez (Spanien) |

|       | 2005-06-08 | Rumänien                 | 3 – 0   | Armenien | Stadionul Farul, Constanța                           |                                                      |
| 20:30 | 20:30      | Petre 29′ Bucur 40′, 78′ | Rapport |          | Publik: 5 146 Domare: Athanassios Briakos (Grekland) | Publik: 5 146 Domare: Athanassios Briakos (Grekland) |
| 20:30 | 20:30      |                          |         |          | Publik: 5 146 Domare: Athanassios Briakos (Grekland) | Publik: 5 146 Domare: Athanassios Briakos (Grekland) |
| 20:30 | 20:30      |                          |         |          | Publik: 5 146 Domare: Athanassios Briakos (Grekland) | Publik: 5 146 Domare: Athanassios Briakos (Grekland) |

|       | 2005-06-08 | Finland | 0 – 4   | Nederländerna                                       | Helsingfors Olympiastadion, Helsingfors        |                                                |
| 21:00 | 21:00      |         | Rapport | van Nistelrooy 36′ Kuyt 76′ Cocu 85′ van Persie 87′ | Publik: 37 786 Domare: Alain Hamer (Luxemburg) | Publik: 37 786 Domare: Alain Hamer (Luxemburg) |
| 21:00 | 21:00      |         |         |                                                     | Publik: 37 786 Domare: Alain Hamer (Luxemburg) | Publik: 37 786 Domare: Alain Hamer (Luxemburg) |
| 21:00 | 21:00      |         |         |                                                     | Publik: 37 786 Domare: Alain Hamer (Luxemburg) | Publik: 37 786 Domare: Alain Hamer (Luxemburg) |

|       | 2005-08-17 | Makedonien | 0 – 3   | Finland                     | Skopje City Stadium, Skopje                     |                                                 |
| 20:00 | 20:00      |            | Rapport | Jeremenko 8′, 45′ Roiha 87′ | Publik: 6 800 Domare: Matthew Messias (England) | Publik: 6 800 Domare: Matthew Messias (England) |
| 20:00 | 20:00      |            |         |                             | Publik: 6 800 Domare: Matthew Messias (England) | Publik: 6 800 Domare: Matthew Messias (England) |
| 20:00 | 20:00      |            |         |                             | Publik: 6 800 Domare: Matthew Messias (England) | Publik: 6 800 Domare: Matthew Messias (England) |

|       | 2005-08-17 | Rumänien      | 2 – 0   | Andorra | Stadionul Farul, Constanța                |                                           |
| 21:30 | 21:30      | Mutu 29′, 41′ | Rapport |         | Publik: 8 200 Domare: Haim Jakov (Israel) | Publik: 8 200 Domare: Haim Jakov (Israel) |
| 21:30 | 21:30      |               |         |         | Publik: 8 200 Domare: Haim Jakov (Israel) | Publik: 8 200 Domare: Haim Jakov (Israel) |
| 21:30 | 21:30      |               |         |         | Publik: 8 200 Domare: Haim Jakov (Israel) | Publik: 8 200 Domare: Haim Jakov (Israel) |

|       | 2005-09-03 | Andorra | 0 – 0   | Finland | Estadi Comunal d'Aixovall, Andorra la Vella   |                                               |
| 16:00 | 16:00      |         | Rapport |         | Publik: 860 Domare: Johny Ver Eecke (Belgien) | Publik: 860 Domare: Johny Ver Eecke (Belgien) |
| 16:00 | 16:00      |         |         |         | Publik: 860 Domare: Johny Ver Eecke (Belgien) | Publik: 860 Domare: Johny Ver Eecke (Belgien) |
| 16:00 | 16:00      |         |         |         | Publik: 860 Domare: Johny Ver Eecke (Belgien) | Publik: 860 Domare: Johny Ver Eecke (Belgien) |

|       | 2005-09-03 | Rumänien      | 2 – 0   | Tjeckien | Stadionul Farul, Constanța                |                                           |
| 21:00 | 21:00      | Mutu 28′, 56′ | Rapport |          | Publik: 7 000 Domare: Terje Hauge (Norge) | Publik: 7 000 Domare: Terje Hauge (Norge) |
| 21:00 | 21:00      |               |         |          | Publik: 7 000 Domare: Terje Hauge (Norge) | Publik: 7 000 Domare: Terje Hauge (Norge) |
| 21:00 | 21:00      |               |         |          | Publik: 7 000 Domare: Terje Hauge (Norge) | Publik: 7 000 Domare: Terje Hauge (Norge) |

|       | 2005-09-03 | Armenien | 0 – 1   | Nederländerna      | Vazgen Sargsian Republikanstadion, Jerevan      |                                                 |
| 22:00 | 22:00      |          | Rapport | van Nistelrooy 64′ | Publik: 1 747 Domare: Stuart Dougal (Skottland) | Publik: 1 747 Domare: Stuart Dougal (Skottland) |
| 22:00 | 22:00      |          |         |                    | Publik: 1 747 Domare: Stuart Dougal (Skottland) | Publik: 1 747 Domare: Stuart Dougal (Skottland) |
| 22:00 | 22:00      |          |         |                    | Publik: 1 747 Domare: Stuart Dougal (Skottland) | Publik: 1 747 Domare: Stuart Dougal (Skottland) |

|       | 2005-09-07 | Tjeckien                           | 4 – 1   | Armenien     | Andrův stadion, Olomouc                               |                                                       |
| 17:30 | 17:30      | Heinz 47′ Polák 52′, 76′ Baroš 58′ | Rapport | Hakobyan 85′ | Publik: 12 015 Domare: Alexander Tateosian (Armenien) | Publik: 12 015 Domare: Alexander Tateosian (Armenien) |
| 17:30 | 17:30      |                                    |         |              | Publik: 12 015 Domare: Alexander Tateosian (Armenien) | Publik: 12 015 Domare: Alexander Tateosian (Armenien) |
| 17:30 | 17:30      |                                    |         |              | Publik: 12 015 Domare: Alexander Tateosian (Armenien) | Publik: 12 015 Domare: Alexander Tateosian (Armenien) |

|       | 2005-09-07 | Finland                                          | 5 – 1   | Makedonien | Tammerfors stadion, Tammerfors                    |                                                   |
| 19:00 | 19:00      | Forssell 10′, 12′, 61′ Tihinen 41′ Jeremenko 54′ | Rapport | Maznov 48′ | Publik: 6 467 Domare: Kristinn Jakobsson (Israel) | Publik: 6 467 Domare: Kristinn Jakobsson (Israel) |
| 19:00 | 19:00      |                                                  |         |            | Publik: 6 467 Domare: Kristinn Jakobsson (Israel) | Publik: 6 467 Domare: Kristinn Jakobsson (Israel) |
| 19:00 | 19:00      |                                                  |         |            | Publik: 6 467 Domare: Kristinn Jakobsson (Israel) | Publik: 6 467 Domare: Kristinn Jakobsson (Israel) |

|       | 2005-09-07 | Nederländerna                                      | 4 – 0   | Andorra | Philips Stadion, Eindhoven                      |                                                 |
| 20:30 | 20:30      | van der Vaart 23′ Cocu 27′ van Nistelrooy 43′, 89′ | Rapport |         | Publik: 34 000 Domare: Attila Hanacsek (Ungern) | Publik: 34 000 Domare: Attila Hanacsek (Ungern) |
| 20:30 | 20:30      |                                                    |         |         | Publik: 34 000 Domare: Attila Hanacsek (Ungern) | Publik: 34 000 Domare: Attila Hanacsek (Ungern) |
| 20:30 | 20:30      |                                                    |         |         | Publik: 34 000 Domare: Attila Hanacsek (Ungern) | Publik: 34 000 Domare: Attila Hanacsek (Ungern) |

|       | 2005-10-08 | Finland | 0 – 1   | Rumänien        | Helsinki Olympic Stadium, Helsingfors           |                                                 |
| 17:00 | 17:00      |         | Rapport | Mutu 41′ (str.) | Publik: 11 500 Domare: Anton Guenov (Bulgarien) | Publik: 11 500 Domare: Anton Guenov (Bulgarien) |
| 17:00 | 17:00      |         |         |                 | Publik: 11 500 Domare: Anton Guenov (Bulgarien) | Publik: 11 500 Domare: Anton Guenov (Bulgarien) |
| 17:00 | 17:00      |         |         |                 | Publik: 11 500 Domare: Anton Guenov (Bulgarien) | Publik: 11 500 Domare: Anton Guenov (Bulgarien) |

|       | 2005-10-08 | Tjeckien | 0 – 2   | Nederländerna               | Toyota Arena, Prag                            |                                               |
| 20:30 | 20:30      |          | Rapport | van der Vaart 31′ Opdam 38′ | Publik: 17 478 Domare: Alain Sars (Frankrike) | Publik: 17 478 Domare: Alain Sars (Frankrike) |
| 20:30 | 20:30      |          |         |                             | Publik: 17 478 Domare: Alain Sars (Frankrike) | Publik: 17 478 Domare: Alain Sars (Frankrike) |
| 20:30 | 20:30      |          |         |                             | Publik: 17 478 Domare: Alain Sars (Frankrike) | Publik: 17 478 Domare: Alain Sars (Frankrike) |

|       | 2005-10-12 | Andorra | 0 – 3   | Armenien                             | Estadi Comunal d'Aixovall, Andorra la Vella |                                         |
| 16:00 | 16:00      |         | Rapport | Sonejee 40′ (sjm.) Hakobyan 52′, 62′ | Publik: 430 Domare: Ian Stokes (Irland)     | Publik: 430 Domare: Ian Stokes (Irland) |
| 16:00 | 16:00      |         |         |                                      | Publik: 430 Domare: Ian Stokes (Irland)     | Publik: 430 Domare: Ian Stokes (Irland) |
| 16:00 | 16:00      |         |         |                                      | Publik: 430 Domare: Ian Stokes (Irland)     | Publik: 430 Domare: Ian Stokes (Irland) |

|       | 2005-10-12 | Finland | 0 – 3   | Tjeckien                     | Helsingfors Olympiastadion, Helsingfors                 |                                                         |
| 18:30 | 18:30      |         | Rapport | Jun 6′ Rosický 51′ Heinz 58′ | Publik: 11 234 Domare: Manuel Mejuto Gonzales (Spanien) | Publik: 11 234 Domare: Manuel Mejuto Gonzales (Spanien) |
| 18:30 | 18:30      |         |         |                              | Publik: 11 234 Domare: Manuel Mejuto Gonzales (Spanien) | Publik: 11 234 Domare: Manuel Mejuto Gonzales (Spanien) |
| 18:30 | 18:30      |         |         |                              | Publik: 11 234 Domare: Manuel Mejuto Gonzales (Spanien) | Publik: 11 234 Domare: Manuel Mejuto Gonzales (Spanien) |

|       | 2005-10-12 | Nederländerna | 0 – 0   | Makedonien | Amsterdam ArenA, Amsterdam                      |                                                 |
| 19:30 | 19:30      |               | Rapport |            | Publik: 50 000 Domare: Stefano Farina (Italien) | Publik: 50 000 Domare: Stefano Farina (Italien) |
| 19:30 | 19:30      |               |         |            | Publik: 50 000 Domare: Stefano Farina (Italien) | Publik: 50 000 Domare: Stefano Farina (Italien) |
| 19:30 | 19:30      |               |         |            | Publik: 50 000 Domare: Stefano Farina (Italien) | Publik: 50 000 Domare: Stefano Farina (Italien) |

## Skytteligan
| Nr | Spelare                         | Land          | Mål |
| -- | ------------------------------- | ------------- | --- |
| 1  | Jan Koller                      | Tjeckien      | 9   |
| 1  | Ruud van Nistelrooy             | Nederländerna | 9   |
| 2  | Adrian Mutu                     | Rumänien      | 7   |
| 2  | Aleksej Aleksejevitj Jerjomenko | Finland       | 7   |
| 5  | Tomáš Rosický                   | Tjeckien      | 6   |
| 6  | Milan Baroš                     | Tjeckien      | 5   |
| 6  | Vratislav Lokvenc               | Tjeckien      | 5   |
| 6  | Goran Pandev                    | Makedonien    | 5   |
| 6  | Philip Cocu                     | Nederländerna | 5   |
| 10 | Jan Polák                       | Tjeckien      | 4   |
| 10 | Mikael Forssell                 | Finland       | 4   |
| 12 | Dirk Kuyt                       | Nederländerna | 3   |
| 12 | Daniel Pancu                    | Rumänien      | 3   |